# Wydział Matematyki i Informatyki Uniwersytetu im. Adama Mickiewicza w Poznaniu

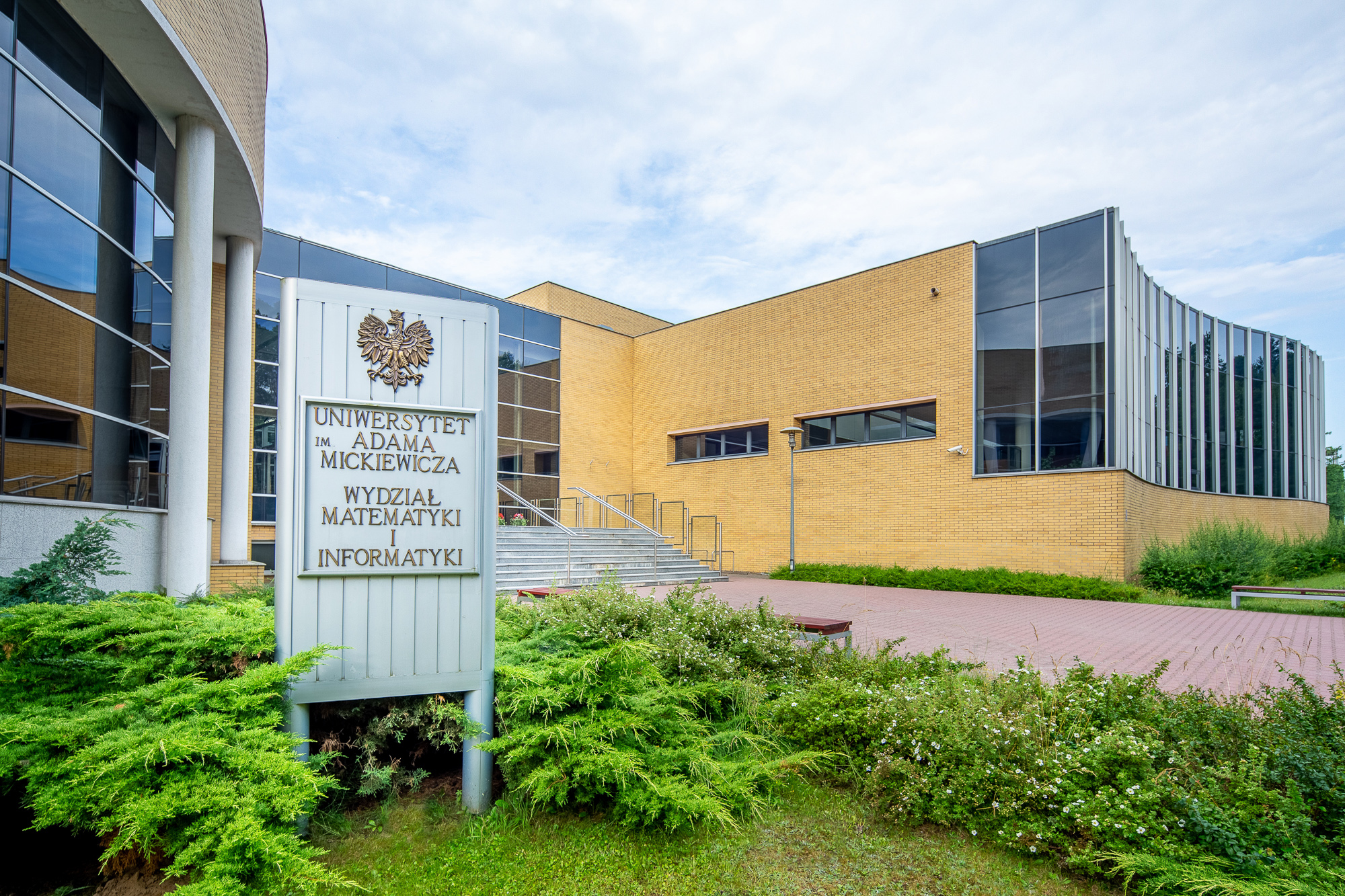
Wejście główne

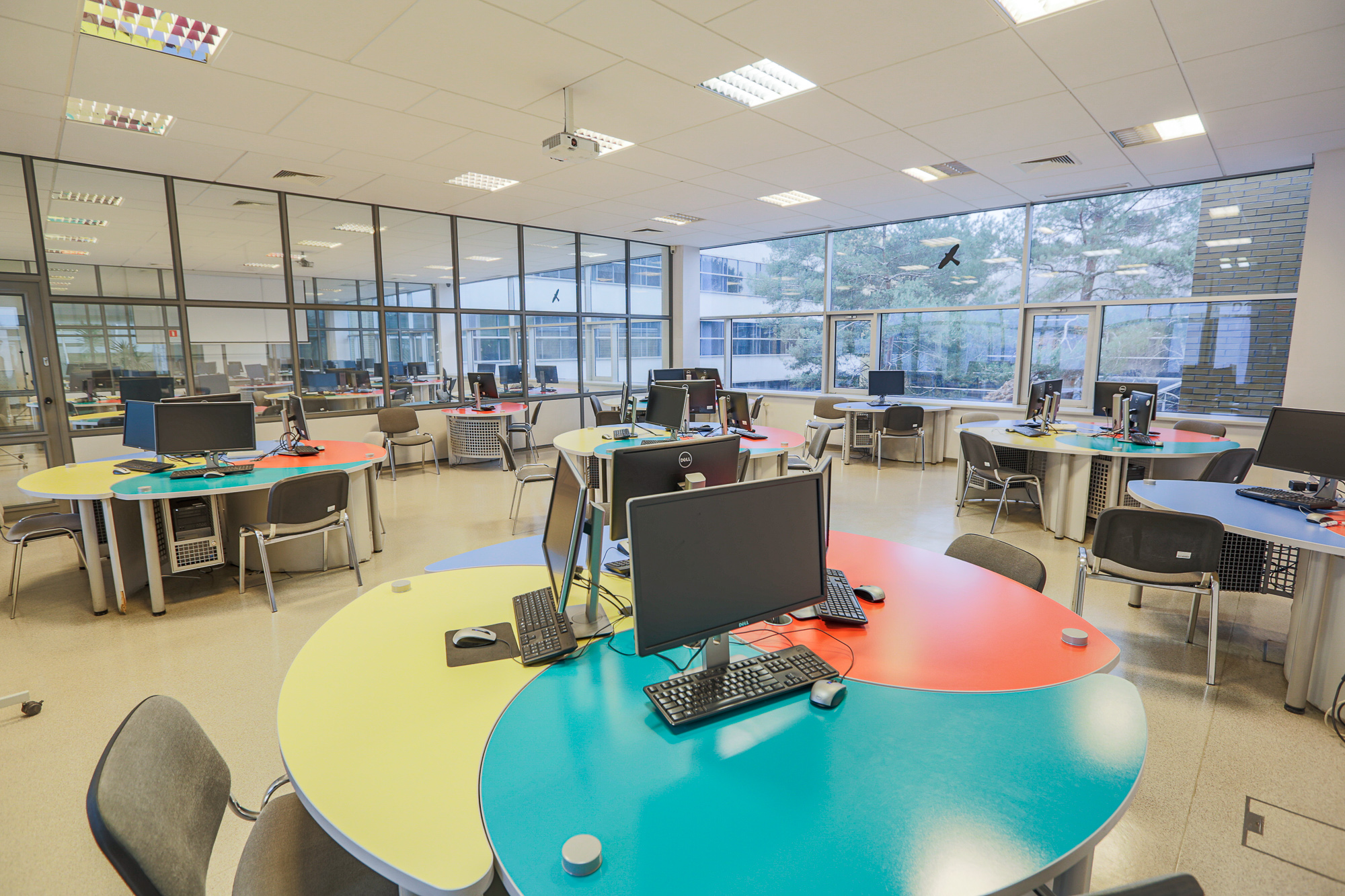
Laboratorium komputerowe

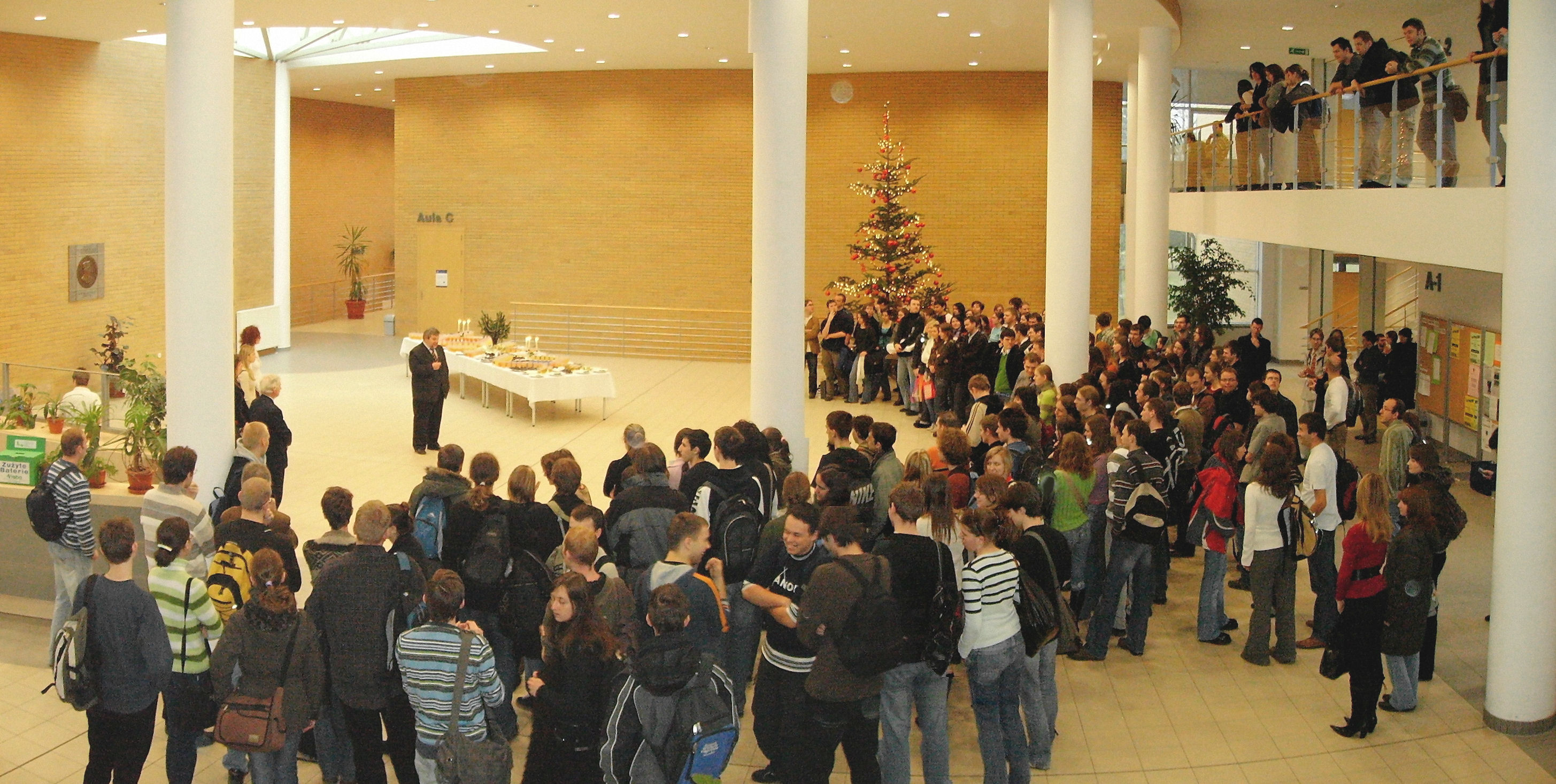
Spotkanie opłatkowe władz wydziału ze studentami, grudzień 2007

Wydział Matematyki i Informatyki Uniwersytetu im. Adama Mickiewicza w Poznaniu (WMiI UAM) – jeden z 20 wydziałów Uniwersytetu im. Adama Mickiewicza w Poznaniu. Kształci on studentów na czterech kierunkach (Matematyka, Informatyka, Nauczanie Matematyki i Informatyki oraz Analiza i przetwarzanie danych), w trybie stacjonarnym i niestacjonarnym. Wydział prowadzi również kształcenie na III stopniu studiów (studia doktoranckie) w ramach Szkoły Doktorskiej Nauk Ścisłych w dyscyplinach Matematyka i Informatyka. Wydział mieści się w budynku Collegium Mathematicum przy ul. Uniwersytetu Poznańskiego 4 (kampus Morasko).
W roku akademickim 2014/2015 na wydziale kształciło się 1 755 studentów.
Na czele wydziału stoi od 2020 r. dr hab. Krzysztof Dyczkowski, specjalista w dziedzinie sztucznej inteligencji, laureat m.in. nagród Microsoft Research Azure Award i IBM Faculty Award, a także współautor systemu diagnostycznego OvaExpert©. Pełni funkcję dziekana w kadencjach 2020–2024 oraz 2024–2028.

## Historia
W roku 1993 nastąpił ważny moment w historii Uniwersytetu im. Adama Mickiewicza w Poznaniu – z istniejącego dotąd Wydziału Matematyki i Fizyki wyodrębniono dwa samodzielne wydziały: Wydział Fizyki oraz Wydział Matematyki i Informatyki. Decyzja ta wynikała z rosnącej specjalizacji oraz potrzeby dostosowania struktury uczelni do dynamicznie rozwijających się dziedzin nauki, jakimi były matematyka i informatyka. Pierwszym dziekanem nowo utworzonego wydziału został prof. dr hab. Michał Karoński, który kierował jednostką w latach 1993–1999. W kolejnych latach jego następcą był prof. Jerzy Kaczorowski. Okres ten charakteryzował się intensywnym rozwojem kadry naukowej oraz oferty dydaktycznej – szczególnie w zakresie informatyki, która dynamicznie zyskiwała na znaczeniu w Polsce i na świecie.
W pierwszych latach funkcjonowania, Wydział Matematyki i Informatyki nie miał jeszcze własnej, dedykowanej siedziby. Zajęcia dydaktyczne odbywały się w wynajętym budynku przy ulicy 28 Czerwca 1956 roku – byłej szkole Zakładów Przemysłu Metalowego H. Cegielski, przystosowanej tymczasowo do potrzeb akademickich. Mimo ograniczeń lokalowych, to właśnie tam prowadzono wykłady, ćwiczenia i zajęcia laboratoryjne dla studentów matematyki i informatyki. W tym samym czasie dziekanat oraz administracja wydziału mieściły się w innej lokalizacji – przy ulicy Jana Matejki w centrum Poznania, co powodowało pewne trudności logistyczne i organizacyjne dla studentów oraz pracowników.
W związku z dynamicznym rozwojem wydziału i koniecznością zapewnienia nowoczesnej infrastruktury, podjęto decyzję o budowie nowej siedziby na terenie kampusu Morasko. Projekt budynku opracowano w pracowni architektonicznej prof. Jerzego Gurawskiego (Arpa). Nowy obiekt, o powierzchni użytkowej ponad 6200 m², został zaprojektowany z myślą o nowoczesnym nauczaniu i badaniach z zakresu matematyki i informatyki. W czerwcu 2001 roku Rada Wydziału uchwaliła nadanie nowemu gmachowi nazwy Collegium Mathematicum im. Władysława Orlicza, upamiętniając w ten sposób jednego z najwybitniejszych matematyków związanych z poznańskim środowiskiem akademickim.
Od roku akademickiego 2001/2002 wszystkie zajęcia dydaktyczne – zarówno wykłady, jak i ćwiczenia oraz laboratoria komputerowe – odbywają się już w nowym budynku przy dzisiejszej ulicy Uniwersytetu Poznańskiego 4 (dawniej Umultowska 87). Równocześnie do nowego gmachu przeniesiono całą administrację wydziału, co zakończyło okres wieloletniego rozproszenia struktur. Nowoczesna infrastruktura, specjalistyczne laboratoria komputerowe i przestronne sale wykładowe pozwoliły znacząco poprawić warunki kształcenia oraz zwiększyć liczbę studentów. Nowa siedziba wydziału stała się również ważnym centrum konferencyjno-naukowym, goszczącym cykliczne wydarzenia, m.in. konferencje „Warsztaty im. Władysława Orlicza” czy „Poznańskie Spotkania Informatyczne”.

### Poczet dziekanów
Dziekani WMiI:
1. prof. dr hab. Michał Karoński (1993–1999)
2. dr hab. Zbigniew Palka (1999–2005)
3. dr hab. Marek Nawrocki (2005–2012)
4. prof. dr hab. Jerzy Kaczorowski (2012–2020)
5. dr hab. Krzysztof Dyczkowski (od 2020)

## Władze Wydziału
W kadencji 2024–2028:
| Stanowisko                                          | Imię i nazwisko              |
| --------------------------------------------------- | ---------------------------- |
| Dziekan                                             | dr hab. Krzysztof Dyczkowski |
| Prodziekan ds. nauki i grantów                      | dr hab. Tomasz Górecki       |
| Prodziekan ds. studenckich i kształcenia            | dr Edyta Juskowiak           |
| Prodziekan ds. rozwoju i współpracy międzynarodowej | dr Bartosz Naskręcki         |

## Struktura organizacyjna

### Zakład Algebry i Teorii Liczb
Samodzielni pracownicy naukowi
- prof. dr hab. Jerzy Kaczorowski – kierownik Zakładu
- dr hab. Maciej Grześkowiak(inne języki)
- dr hab. William Mance
- dr hab. Łukasz Pańkowski(inne języki)
- dr hab. Maciej Radziejewski
- dr hab. Kazimierz Wiertelak (profesor emerytowany)

### Zakład Analizy Funkcjonalnej
Samodzielni pracownicy naukowi
- prof. dr hab. Jerzy Kąkol – kierownik Zakładu
- prof. dr hab. Witold Wnuk
- dr hab. Artur Michalak
- dr hab. Marek Nawrocki
- dr hab. Krzysztof Piszczek(inne języki)
- prof. dr hab. Lech Drewnowski (profesor emerytowany)
- prof. dr hab. Wiesław Śliwa (dawniej)

### Zakład Analizy Matematycznej
Samodzielni pracownicy naukowi
- prof. dr hab. Leszek Skrzypczak – kierownik Zakładu
- prof. dr hab. Tomasz Kubiak
- dr hab. Aldona Dutkiewicz
- dr hab. Michał Jasiczak
- dr hab. Janusz Migda(inne języki)
- dr hab. Andrzej Sołtysiak

### Zakład Analizy Nieliniowej i Topologii Stosowanej
Samodzielni pracownicy naukowi
- prof. dr hab. Wacław Marzantowicz – kierownik Zakładu
- prof. dr hab. Dariusz Bugajewski
- dr hab. Daria Bugajewska
- dr hab. Jerzy Grzybowski

### Zakład Arytmetycznej Geometrii Algebraicznej
Samodzielni pracownicy naukowi
- prof. dr hab. Grzegorz Banaszak – kierownik Zakładu
- prof. dr hab. Krzysztof Pawałowski
- dr hab. Bogdan Szydło
- dr hab. Yoichi Uetake

### Zakład Logiki Matematycznej
Samodzielni pracownicy naukowi
- prof. dr hab. Wojciech Buszkowski – kierownik Zakładu
- prof. dr hab. Kazimierz Świrydowicz
- dr hab. Maciej Kandulski

### Zakład Matematyki Dyskretnej
Samodzielni pracownicy naukowi
- prof. dr hab. Jerzy Jaworski – kierownik Zakładu
- prof. dr hab. Tomasz Łuczak
- prof. dr hab. Andrzej Ruciński
- prof. dr hab. Tomasz Schoen
- dr hab. Małgorzata Bednarska-Bzdęga
- dr hab. Katarzyna Rybarczyk-Krzywdzińska(inne języki)
- prof. dr hab. Michał Karoński (profesor emerytowany)

### Zakład Przestrzeni Funkcyjnych i Równań Różniczkowych
Samodzielni pracownicy naukowi
- dr hab. Marek Wisła – kierownik Zakładu
- dr hab. Mieczysław Cichoń
- dr hab. Paweł Foralewski
- dr hab. Radosław Kaczmarek
- dr hab. Aneta Sikorska-Nowak

### Zakład Statystyki Matematycznej i Analizy Danych
Samodzielni pracownicy naukowi
- dr hab. Waldemar Wołyński – kierownik Zakładu
- dr hab. Tomasz Górecki

### Zakład Sztucznej Inteligencji
Samodzielni pracownicy naukowi
- dr hab. Krzysztof Jassem – kierownik Zakładu
- prof. dr hab. Zygmunt Vetulani
- prof. dr hab. Maciej Wygralak
- dr hab. Krzysztof Dyczkowski
- dr hab. Jacek Marciniak

### Zakład Teorii Algorytmów i Bezpieczeństwa Danych
Samodzielni pracownicy naukowi
- dr hab. Jerzy Szymański – kierownik Zakładu
- dr hab. Michał Hanćkowiak
- dr hab. Zbigniew Palka

### Pracownia Teorii Operatorów
Samodzielni pracownicy naukowi
- prof. dr hab. Mieczysław Mastyło – kierownik Pracowni

### Pracownia Algorytmiki
Samodzielni pracownicy naukowi
- dr hab. Stanisław Gawiejnowicz – kierownik Pracowni

### Pozostałe jednostki wydziałowe
- Wydziałowe Centrum Dydaktyki Matematyki i Informatyki[31]
- Laboratorium Wsparcia i Rozwoju Aplikacji[32]

## Centrum Sztucznej Inteligencji UAM
Od 1 stycznia 2022 roku na Wydziale Matematyki i Informatyki swoją siedzibę posiada Centrum Sztucznej Inteligencji Uniwersytetu im. Adama Mickiewicza w Poznaniu. Zadaniem centrum jest prowadzenie badań z dziedziny sztucznej inteligencji, których efekty są wdrażane w gospodarce. Do tej pory Centrum prowadziło i prowadzi badania z takimi podmiotami jak Allegro, Samsung Electronics, PWN AI.

### Struktura organizacyjna
Dyrektorem Centrum Sztucznej Inteligencji jest prof. dr hab. Kszysztof Jassem.
W strukturę Centrum wchodzi sześć zespołów:
- Zespół lingwistyki diachronicznej
- Zespół tłumaczenia automatycznego
- Zespół wykrywania fałszywych wiadomości
- Zespół zastosowań szeregów czasowych
- Zespół systemów konwersacyjnych współpracujący z Samsung Electronics
- Grupa projektowa „Sztuczna empatia roju”

## Linki zewnętrzne

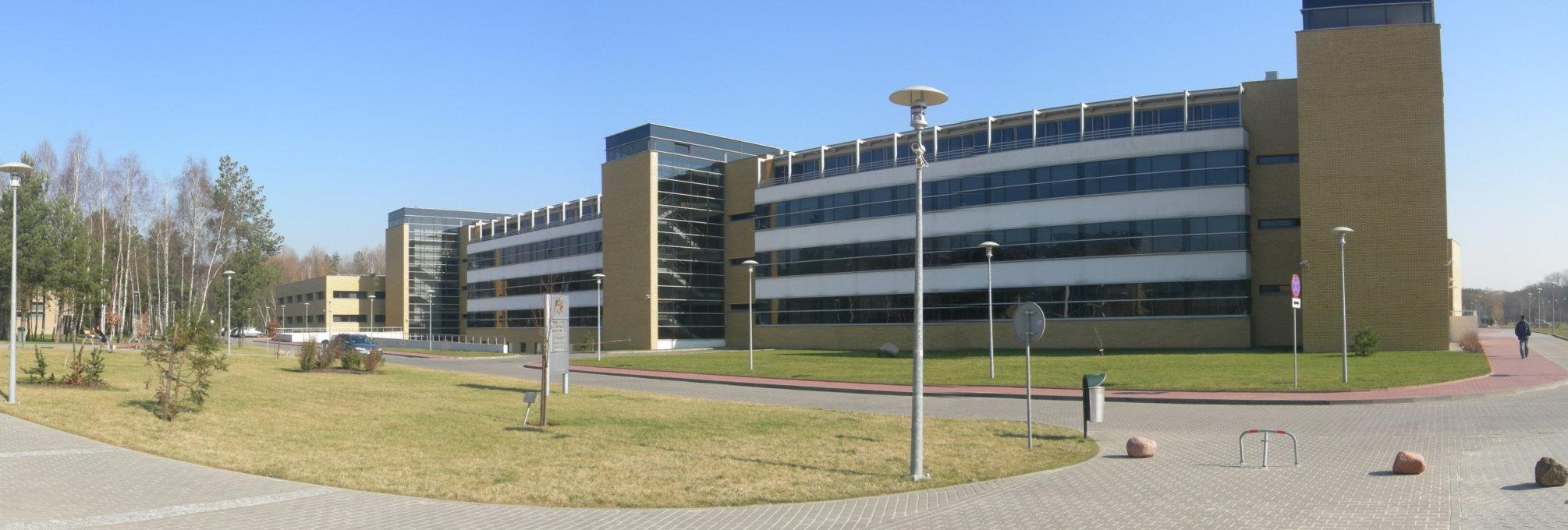
Zachodnie skrzydło Wydziału Matematyki i Informatyki UAM

### Prowadzone projekty i badania
Centrum rozwija również szereg projektów, w tym system Gonito, oparty na licencji Open Source (GPL), będącym platformą ewaluacyjną systemów uczenia maszynowego służącą porównywaniu różnych metod pod względem jakości.
Zespół wykrywania fałszywych informacji prowadzi projekt "Od legendy miejskiej do fake news. Globalny detektor współczesnego fałszu". Projekt ten finansowany jest ze środków Narodowego Centrum Badań i Rozwoju w ramach konkursu Infostrateg I (temat 11: Weryfikowanie źródeł informacji i detekcja fake newsów).